# Vallejo de Orbó
Vallejo de Orbó ist ein spanischer Ort in der Provinz Palencia der Autonomen Gemeinschaft Kastilien und León. Vallejo de Orbó gehört zu Brañosera, es befindet sich vier Kilometer südöstlich vom Hauptort der Gemeinde. Vallejo de Orbó ist über die Straße PP-2251 zu erreichen.

## Geschichte
Vallejo de Orbó entstand Anfang des 20. Jahrhunderts als Siedlung der Minenarbeiter, damals als Colonia Obrera de las Minas de Orbó bezeichnet. Der Ort hatte zu seiner Blütezeit ca. 2000 Bewohner. Im Jahr 1954 wurde Vallejo de Orbó von Orbó abgespalten und als selbständige Gemeinde (municipio) unter dem heutigen Namen errichtet.

## Sehenswürdigkeiten
- Pfarrkirche, erbaut im Stil der Neuromanik